# Taraneh Records
Taraneh Records is een Amerikaans platenlabel uit Los Angeles, gericht op Perzische muziek. Het label werd in 1981 opgericht door Vartan Avanesian en Jahanghir Tebriaei, in eerste instantie in Iran. Na de Iraanse revolutie werd een verbod opgelegd, omdat het label ook westerse artiesten onder contract had. Daarop verhuisde het label naar de Verenigde Staten.
Het label beschikt zowel over muziek van huidige artiesten die er een platencontract hebben alsook over een grote verzameling oudere muziek, van voor de Iraanse Revolutie.

## Artiesten (selectie)
Enkele musici die een platencontract hebben bij het label en er muziek uitbrengen:
- Andy
- Black Cats
- Dariush Eghbali
- Ebi
- Fereydoon Forooghi
- Hayedeh
- Homeyra
- Leila Forouhar
- Mahasti
- Marzieh
- Moein
- Omid Soltani
- Pouya
- Shohreh Solati
- Viguen